# Hermsdorf-Klosterlausnitz
Hermsdorf-Klosterlausnitz – stacja kolejowa w Hermsdorf, w kraju związkowym Turyngia, w Niemczech. Znajduje się tu 1 peron.